# Liste der Nummer-eins-Hits in den Cash Box Charts (1959)
Diese Liste enthält alle Nummer-eins-Hits in den amerikanischen Cash Box Charts im Jahr 1959. Es gab in diesem Jahr 15 Nummer-eins-Singles.
| Singles |
| --- |
| - The Chipmunks with David Seville – To Know Him Is to Love Him - 4 Wochen (20. Dezember 1958 – 16. Januar 1959) - The Platters – Smoke Gets in Your Eyes - 4 Wochen (17. Januar – 13. Februar) - Lloyd Price – Stagger Lee - 3 Wochen (14. Februar – 6. März) - Frankie Avalon – Venus - 5 Wochen (7. März – 10. April) - The Fleetwoods – Come Softly to Me - 4 Wochen (11. April – 8. Mai) - Dave Baby Cortez – The Happy Organ - 2 Wochen (9. Mai – 22. Mai) - Wilbert Harrison – Kansas City - 1 Woche (23. Mai – 29. Mai) - Johnny Horton – The Battle of New Orleans - 9 Wochen (30. Mai – 31. Juli) - Paul Anka – Lonely Boy - 2 Wochen (1. August – 14. August) - The Drifters – There Goes My Baby - 2 Wochen (15. August – 28. August) - The Browns – The Three Bells - 4 Wochen (29. August – 25. September) - Bobby Darin – Mack the Knife - 7 Wochen (26. September – 13. November, insgesamt 8 Wochen) - The Fleetwoods – Mr. Blue - 1 Woche (14. November – 20. November, insgesamt 2 Wochen) - Della Reese – Don't You Know - 1 Woche (21. November – 27. November, insgesamt 2 Wochen) - The Fleetwoods – Mr. Blue - 1 Woche (28. November – 4. Dezember, insgesamt 2 Wochen) - Della Reese – Don’t You Know - 1 Woche (5. Dezember – 11. Dezember, insgesamt 2 Wochen) - Bobby Darin – Mack the Knife - 1 Woche (12. Dezember – 18. Dezember, insgesamt 8 Wochen) - Guy Mitchell – Heartaches by the Number - 2 Wochen (19. Dezember 1959 – 1. Januar 1960) |